# Csengő-zsomboly (Olaszfalu)
A Csengő-zsomboly Magyarország fokozottan védett barlangjai közül az egyik. A Balaton-felvidéki Nemzeti Parkban lévő Bakonyban, azon belül pedig Olaszfalu község területén található. A Bakony második legmélyebb barlangja az Alba Regia-barlang után.

## Leírás
A Tési-fennsík Ny-i szélén, az Olaszfalu K-i határában lévő Csengő-hegy ÉNy-i oldalán, közvetlenül az Ördög-lyuk mellett nyílik. Megközelíthető a Csengő-Bongó tanösvényen, a kék T jelzésen. Rögtön az ösvény mellett található bejárata. Függőleges bejárati aknája beton kútgyűrűkkel biztosított és vasráccsal van lezárva. A barlangbejárat előtt részletes, kétnyelvű információs tábla van.
Felső triász dachsteini mészkő és alsó jura mészkő határán keletkezett, legnagyobb része valószínűleg dachsteini mészkőben jött létre. Tektonikus törések mentén alakult ki leszálló vizek korróziójával, de a barlang létrejöttében az időnként lefolyó vizek eróziójának is szerepe volt. Az eróziós hatásnak a kavicshordalék és a mennyezeti csorgák a bizonyítékai. Szép oldott formák láthatók és a felépítő kőzetrétegek jól tanulmányozhatók benne. A zsombolyra függőleges kiterjedésű járatok jellemzők. A lefelé táguló aknákat szűk keresztmetszetű, rövid, enyhén lejtő járatok kötik egymáshoz. A lépcsőzetes járatrendszer tágas aknákból áll.
Alsó részén cseppkőképződmények, függőcseppkövek, cseppkőkérgek, cseppkőlefolyások, cseppkődrapériák és lekopott vagy visszaoldott cseppkövek láthatók. A Harang-akna felső részén, ami kb. 15 m-es mélységet jelent és a mélypont előtti részen – ez utóbbi helyen nagy számban – jól fejlett Megalodus héjak figyelhetők meg a falon. Az Óriás-akna nevű része a zsomboly legnagyobb, 25 m függőleges kiterjedésű aknája. Legmélyebb pontján sáros szifon zárja el a továbbvezető utat. Itt a levegő szén-dioxid tartalma a 2%-ot is elérte, amely magas.
Fontos denevér élőhely. 2003 előtt kb. 60–80 egyednek, leginkább barna hosszúfülű-denevérnek volt szálláshelye. A horgasszőrű denevér legnépesebb bakonyi telelőállománya itt található. A Balaton-felvidéki Nemzeti Park Igazgatóság engedélyével és barlangjárásban gyakorlottak részére látogatható. A denevérek nyugalmi időszakában nem lehet megtekinteni. Beépített vaslétrák könnyítik meg aknáiban a közlekedést. Bejárásakor a beépített létrákon kötélbiztosítást kell alkalmazni. Magyarország 16. legmélyebb és 16. legnagyobb függőleges kiterjedésű barlangja.
Előfordul a barlang az irodalmában Csengő Shaft (Takácsné, Eszterhás, Juhász, Kraus 1989), I-51-es víznyelő barlangja (Szolga 2003) és I-51. objektum (Kordos 1984) neveken is. Neve a Csengő-hegy nevéből származik.

## Kutatástörténet
1979. augusztus 16-án tárta fel a barlangot az Alba Regia Barlangkutató Csoport a kis méretű, I-51. nevű víznyelő kibontásával. Ebben az évben 53 m mélységig sikerült megismerni a barlangot. 1979. szeptember 10-én Kárpát József megszerkesztette a zsomboly vázlatos hosszmetszet térképét, majd utána a barlang izometrikus térképét. 1981-ben sikerült a végponti terem alját átbontani egy 10 m-es kutatóaknával. Így 85 m mélyre tudtak lejutni a csoport tagjai. 1981-ben Kárpát József és Németh Tibor megszerkesztették a barlang 2 vetített hosszmetszet térképét. 1982. október 12-én Gönczöl Imre és Kökény Károly mérték fel a barlang Varcogó nevű részét, majd a felmérés felhasználásával megrajzolták a Varcogó térképét.
1983-ban teljesen felújították technikailag a barlangban lévő közlekedő útvonalat. 1983-ban Kárpát József szerkesztette meg a barlang térképét. Az 1984-ben megjelent, Lista a Bakony barlangjairól című összeállítás szerint a Keleti-Bakonyban, a 4422-es barlangkataszteri területen, Olaszfalun helyezkedik el a Csengő-zsomboly. A karsztos barlang 145 m hosszú és 86 m mély. Az 1984-ben kiadott, Magyarország barlangjai című könyvben részletesen le van írva a zsomboly. Kordos László az 1970-es évek egyik nagy hazai barlangfelfedezésének tartja a Csengő-zsomboly feltárását. A kiadványhoz két olyan fénykép van mellékelve, amelyek a barlangban készültek. Az egyik fényképen a barlang egyik oldott falrészlete látható, a másikon pedig a barlang impozáns aknája figyelhető meg. Szerepel a könyv országos barlanglistájában a barlang Csengő-zsomboly néven I-51. objektum névváltozattal. A listához kapcsolódóan látható az Északi-Bakony barlangjainak földrajzi elhelyezkedését bemutató 1:500 000-es méretarányú térképen a barlang földrajzi elhelyezkedése.
1985-ben lett lezárva a zsomboly bejárata természetvédelmi és életvédelmi okokból. Az 1986. évi Karszt és Barlangban megjelent bibliográfia regionális bibliográfia részében szerepel a barlang Csengő-zsomboly néven. Az összeállítás szerint a Karszt és Barlangban publikált írások közül 1 foglalkozik a barlanggal. 1987-ben sikerült elérni a végponti omladékzónán áttörve, újabb tág aknák felfedezésével a barlang jelenlegi mélypontját, amely 133,9 m mélyen van. Kökény Károly, Vaskor János és Gyebnár János elkészítették a barlang hossz-szelvény térképét.
Az 1987. december 31-i állapot alapján Magyarország 69. leghosszabb barlangja a 4422 barlangkataszteri egységben lévő, kb. 210 m hosszú Csengő-zsomboly. A 70. leghosszabb barlang (Mészégető-források barlangja) szintén kb. 210 m hosszú. Az összeállítás szerint az 1977. évi Karszt és Barlangban közölt hosszúsági listában a Csengő-zsomboly nincs benne. Szolga Ferenc 1988. márciusi szóbeli közlése, hogy a barlangból 130 m van felmérve. Az 1987. december 31-i állapot alapján Magyarország 8. legnagyobb függőleges kiterjedésű barlangja a 4422 barlangkataszteri egységben lévő, 134 m függőleges kiterjedésű Csengő-zsomboly. Az összeállítás szerint az 1977. évi Karszt és Barlangban közölt mélységi listában a barlang nincs benne.
1988 tavaszán a barlangban, 100 m mélyen omlás történt, és ez elzárta a barlang mélyebben lévő szakaszát. 1988. október 1-től a környezetvédelmi és vízgazdálkodási miniszter 7/1988. (X. 1.) KVM rendeletének (6. §. 2. pont, illetve 5. sz. melléklet) értelmében a Bakony hegységben lévő Csengő-zsomboly fokozottan védett barlang. Fokozottan védett barlang a denevérek érdekében, valamint nagy méretei, földtani, morfológiai és genetikai értékei miatt lett. Az 1988. évi Karszt és Barlangban közölve lett, hogy a Bakony hegységben, azon belül Olaszfalun elhelyezkedő Csengő-zsomboly bekerült Magyarország fokozottan védett barlangjai közé. Magyarországon a Csengő-zsombollyal együtt 108 barlang van fokozottan védve. A barlang 1989-ben készült barlangkataszteri törzslapja alapján a Csengő-zsomboly kb. 340 m hosszú, kb. 134 m mély és 35 m vízszintes kiterjedésű.
Az 1989. évi Karszt és Barlangban lévő, Magyarország barlangjai című összeállításban szó van arról, hogy a Bakony hegységben fekvő Tési-fennsík sok időszakos víznyelője folytatódik ember számára is járható víznyelőbarlangban. Ezeknek a főleg függőleges kiterjedésű, jellegzetesen aknasoros barlangoknak az irodalomban zsomboly a nevük. Közülük a Csengő-zsomboly a legmélyebb. A Kistés szélén nyíló barlang 1987-ben elért, 134 m mélyen található mélypontját lezárja egy állandó vizű szifon. A barlang szerkezeti preformáltságát tanúsítja aknáinak jellemző szilvamag keresztmetszete és az alsó szinten végighúzódó hatalmas vetősík.
Az összeállításba bekerült a barlang Kárpát József által készített térláttatós térképe (7. ábra). A publikációban lévő 1. ábrán (Magyarország térkép) be van mutatva a barlang földrajzi elhelyezkedése. A folyóirat 1989. évi különszámában napvilágot látott ennek az utóbbi tanulmánynak az angol nyelvű változata (The caves of Hungary). Ebben a tanulmányban Csengő Shaft a barlang neve. Az angol nyelvű tanulmányhoz mellékelve megjelent egy olyan lista, amelyben Magyarország legmélyebb barlangjai vannak felsorolva. A felsorolás szerint a Bakony hegységben, azon belül Olaszfalun fekvő, 134 m mély Csengő-zsomboly (Csengő Shaft) 1988-ban Magyarország 8. legmélyebb barlangja.
1990-ben az Alba Regia Barlangkutató Csoportnak volt kutatási engedélye a barlang kutatásához. Ebben az évben a csoport faunisztikai vizsgálatot végzett benne. 1992-ben az Alba Regia Barlangkutató Csoporttal barlanggondozási szerződést kötött a KDT Természetvédelmi Igazgatóság, mert a Csengő-zsomboly fokozottan védett barlang lett. 1998. május 14-től a környezetvédelmi és területfejlesztési miniszter 13/1998. (V. 6.) KTM rendelete szerint a Balaton-felvidéki Nemzeti Park Igazgatóság illetékességi területén, a Bakony hegységben található Csengő-zsomboly az igazgatóság engedélyével látogatható. 1999-ben történt az 1988-ban elzáródott szakasz újramegnyitása. A barlang 2000-ben kitöltött nyilvántartólapja szerint a Csengő-zsomboly kb. 210 m hosszú és 134 m mély. 2001. május 17-től a környezetvédelmi miniszter 13/2001. (V. 9.) KöM rendeletének értelmében a Bakony hegység területén lévő Csengő-zsomboly fokozottan védett barlang. Egyidejűleg a fokozottan védett barlangok körének megállapításáról szóló 1/1982. (III. 15.) OKTH rendelkezés hatályát veszti.
2002. november 9-én Gyebnár János, Szarka Gyula, valamint Szolga Ferenc mérték fel a barlangot, majd Gyebnár János a felmérés alapján, 2002. december 5-én megszerkesztette a barlang hosszmetszet térképét. A zsomboly hossza a felmérés alapján 210,3 m, mélysége pedig 133,9 m. A barlang 2002-ben készült kezelési tervében meg van említve, hogy a barlang 46 m vízszintes kiterjedésű. A 2003-ban megjelent, Magyarország fokozottan védett barlangjai című könyvben lévő barlangismertetés szerint a Csengő-zsomboly 210 m hosszú, 134 m függőleges kiterjedésű és 35 m vízszintes kiterjedésű. A könyvben található, Egri Csaba és Nyerges Attila által készített hosszúsági lista szerint a Bakony hegységben lévő és 4422-4 barlangkataszteri számú Csengő-zsomboly Magyarország 92. leghosszabb barlangja 2002-ben. A 2002-ben 210 m hosszú barlang 1987-ben is 210 m hosszú volt. A könyvben található, Egri Csaba és Nyerges Attila által készített mélységi lista szerint a Bakony hegységben lévő és 4422-4 barlangkataszteri számú Csengő-zsomboly Magyarország 12. legmélyebb barlangja 2002-ben. A 2002-ben 134 m mély barlang 1987-ben is 134 m mély volt.
2005. szeptember 1-től a környezetvédelmi és vízügyi miniszter 22/2005. (VIII. 31.) KvVM rendelete szerint a Balaton-felvidéki Nemzeti Park Igazgatóság működési területén, a Bakony hegységben található Csengő-zsomboly a felügyelőség engedélyével látogatható. 2005. szeptember 1-től a környezetvédelmi és vízügyi miniszter 23/2005. (VIII. 31.) KvVM rendelete szerint a Bakony hegységben lévő Csengő-zsomboly fokozottan védett barlang. 2005 szeptemberében az Alba Regia Barlangkutató Csoport és a Szegedi Denevér Védelmi Csoport a barlangnál hálózással 365 denevért regisztráltak.
A 2005-ben kiadott, Magyar hegyisport és turista enciklopédia című kiadványban önálló szócikke van a barlangnak. A könyvben az olvasható, hogy a Csengő-zsomboly a Bakony hegység időszakosan aktív víznyelőbarlangja. Az Olaszfalu szélén emelkedő Csengő-hegy tetején, a Bél Mátyás által már 1736-ban említett Ördög-lyuk közvetlen közelében, 486 m tszf. magasságban van a barlang bejárata. Triász és jura mészkövek határán jött létre a barlang. Szép oldott formák díszítik a függőleges és tág aknarendszer falait. Kiválóan tanulmányozhatók benne a felépítő kőzet rétegei. 1979-ben kezdődött feltárása és ekkor az Alba Regia Barlangkutató Csoport tagjai 53 m mélyre jutottak le. 134 m mélyen lévő mélypontját 1986-ban érték el a további kutatások során. Vízzel telt szifon gátolja a továbbjutást. Az alsó, 100 m-nél mélyebben lévő része az 1988-ban történt omlás miatt nem látogatható. 1992-től fokozott védelem alatt áll földtani, morfológiai és genetikai értékei miatt. Barlangjárásban gyakorlottak számára és engedéllyel tekinthető meg. Le van zárva betongyűrűkkel biztosított függőleges bejárati aknája. Néhány helyen beépített vaslétrák segítik az ereszkedést. Az Alba Regia Barlangkutató Csoportról szóló szócikkben meg van említve, hogy a csoport egyik legjelentősebb barlangfeltárása a Csengő-zsomboly feltárása.
2007. március 8-tól a környezetvédelmi és vízügyi miniszter 3/2007. (I. 22.) KvVM rendelete szerint a Balatoni Nemzeti Park Igazgatóság működési területén lévő Bakony hegységben elhelyezkedő Csengő-zsomboly az igazgatóság engedélyével tekinthető meg. 2007-ben az Alba Regia Barlangkutató Csoport állagvédelmi munkát végzett a barlangban. 2013. július 19-től a vidékfejlesztési miniszter 58/2013. (VII. 11.) VM rendelete szerint a Csengő-zsomboly (Bakony hegység, Balaton-felvidéki Nemzeti Park Igazgatóság működési területe) az igazgatóság hozzájárulásával látogatható. 2015. november 3-tól a földművelésügyi miniszter 66/2015. (X. 26.) FM rendelete szerint a Csengő-zsomboly (Bakony hegység) fokozottan védett barlang. 2021. május 10-től az agrárminiszter 17/2021. (IV. 9.) AM rendelete szerint a Csengő-zsomboly (Bakony hegység, Balaton-felvidéki Nemzeti Park Igazgatóság működési területe) az igazgatóság engedélyével látogatható. A 13/1998. (V. 6.) KTM rendelet egyidejűleg hatályát veszti.

## További irodalom
- Kraus Sándor: Barlangföldtan. Budapest, 1984.
- Mészáros Gyula szerk.: Bakony, Balaton-felvidék. Budapest, 1983. (A Bakony barlangjai című fejezetet, a 45–71. oldalakat Eszterhás István írta.)